# Collège Saint-François-Xavier 1 (Verviers)
Pour les articles homonymes, voir Saint François.
 (juillet 2025).
 (juillet 2025).

Logo du collège Sfx1

Le collège Saint-François-Xavier 1 (qui a trois noms officiels : Centre scolaire Saint-François-Xavier, Collège Saint-François-Xavier et, en abrégé, SFX 'un) est un institut catholique d'enseignement secondaire prestigieux fondé par les Jésuites en 1855 à Verviers (Belgique). Il se trouve au 18 rue de Rome.

## Historique
Fondé par les pères Jésuites de Belgique, le collège Saint-François-Xavier (ainsi baptisé en souvenir d'un des premiers compagnons de Saint Ignace de Loyola), fait aujourd'hui partie des dix collèges et instituts du réseau jésuite de la Province méridionale belge.
En 1855, en attendant la construction des bâtiments sur les terrains de la future rue de Rome, deux classes préparatoires, comptant au total 60 élèves, furent ouvertes à leur résidence de la rue du Collège. En 1866, on inaugure, dans les locaux de la Place Verte, deux nouvelles classes: une 6e latine et une 6e professionnelle. Le collège compte alors 78 élèves.

## Enseignement
Le collège se compose d'une section secondaire (de 12 à 18 ans) de 750 élèves (en 2011), et d'une école fondamentale de 400 élèves comprenant les sections primaire et maternelle. Les professeurs du Secondaire sont majoritairement jésuites jusqu'en 1966. Le dernier professeur jésuite, le père Daniel Sonveaux, titulaire d'une classe de rhétorique, quitte le collège en 2000. Il devient Superieur Provincial des jésuites de Belgique en 2005.